# Beruházás
A közgazdaságtanban a beruházás fogalma alatt termelőeszköz előállítását vagy vásárlását (néha magát az előállított vagy vásárolt termelőeszközt is) értjük. A beruházás lényege tehát, hogy a gazdaság egy szereplője – többnyire, de nem minden esetben egy üzleti vállalkozás – olyan javakhoz jut, amelyek más javak termelését segítik elő. Ezért a beruházás – egy adott időszakra vizsgálva – nem más, mint egy vállalkozás tőkeállományának (vagyis a termelőeszközök állományának) növekedése.
Tágabb értelemben beruházásnak tekinthető a szellemi tőke „előállítása”, tehát az oktatási tevékenység is.

## A beruházások fajtái
Aszerint, hogy a beruházás milyen célokat szolgál, fix beruházásokat és készletberuházásokat különböztetünk meg. A készletberuházások tulajdonképpen a vállalkozási tevékenység fázisai között felhalmozott készleteket jelentik; ezeket egy későbbi időpontban felhasználják vagy értékesítik. A fix beruházások felhasználása inkább folyamatosan történik: ilyen lehet például egy termelő gép vagy egy gyárépület. A fix beruházások közé soroljuk a lakóingatlanok vásárlását is.

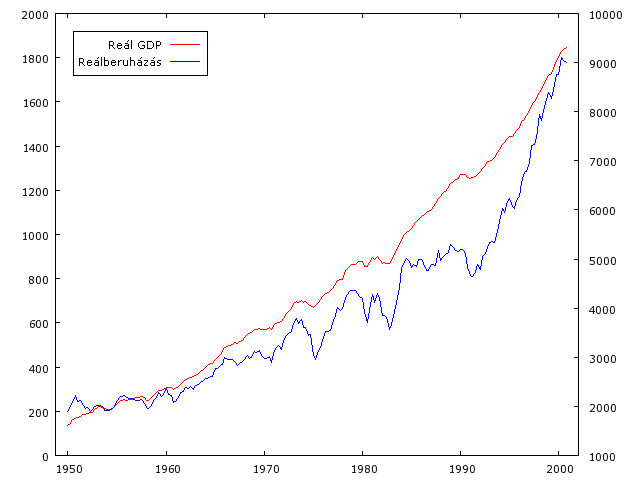
A reál GDP és a reálberuházás alakulása az Amerikai Egyesült Államokban, 1950 és 2000 között

Termelőképesség szerinti csoportosítás:
Nem-termelő (improduktív) beruházások (Non-productive investment) → A beruházásoknak az a csoportja, amelyek elkészültük után a társadalom nem termelő szféráinak (egészségügy, oktatás, kultúra) működését szolgálják, termékek és szolgáltatások előállításában nem vesznek részt. Termelő-(produktív) beruházások A beruházásoknak az a csoportja, amelyek elkészültük után, mint termelő fizikai tőkejavak részt vesznek különböző termékek és szolgáltatások előállításában

## A beruházások szintje mint a gazdaság jellemzője
Ha összeadjuk egy adott időszakban végrehajtott összes beruházás értékét, a gazdaság fontos mutatószámát kapjuk. Gyakran használatos mutatószám még egy adott időszak (általában év) és az előző időszak beruházási színvonalának hányadosa, vagyis a beruházások üteme is (ezt többnyire százalékos formában fejezzük ki).
A beruházások szintjét az angol investment (beruházás) szó alapján nagy I-vel jelöljük. Ez egyben az aggregált kereslet összetevője, értéke tehát hatással van a GDP-re, a gazdasági szereplők jövedelmére is.
Fontos közgazdasági megállapítás, hogy a megtakarítások mértéke egybeesik a beruházások mértékével:
I = S
A beruházások szintjét mérhetjük bruttó vagy nettó módon. Előbbinél csak a gazdaságban meglévő tőkeállomány növekedését vesszük figyelembe; utóbbi viszont a bruttó beruházások és a tőke amortizációjának különbségeként adódik, így akár negatív is lehet. Az amortizálódott tőke helyettesítésére szolgáló beruházásokat néha pótló beruházásoknak is nevezzük.
Már John Maynard Keynes is megfigyelte, hogy a beruházások színvonala időben sokkal erősebben ingadozik, mint az aggregált kereslet más összetevői, például a fogyasztás, illetve maga a GDP (lásd a fenti ábrát). Keynes ezt azzal magyarázta, hogy a beruházások szintjére hatnak legerősebben a tőketulajdonosok – a potenciális beruházók – jövőre vonatkozó várakozásai, amik pedig gyakran pszichológiai tényezőktől függnek. Ha a tőketulajdonosok a gazdaság visszaesését tapasztalják, a tényleges csökkenésnél jóval nagyobb mértékben fogják vissza a beruházásaikat.
A beruházások szintjére a következő makrogazdasági tényezők vannak hatással:
- a gazdasági szereplők jövedelme (egyenes arányban);
- a kamatlábak (fordított arányban);
- a tőke amortizációjának mértéke (egyenes arányban);
- a termelőeszközök árszínvonala (egyenes arányban).

Ha a legutolsó tényezőt kiiktatjuk (olyan módon, hogy a termelőeszközök árát állandónak választjuk), reál beruházási színvonalról vagy egyszerűen reálberuházásról beszélünk.

## A beruházási multiplikátor
Említettük, hogy a beruházások mértéke egy gazdaságban a GDP összetevője; ugyanakkor azt is megjegyeztük, hogy a GDP mint a gazdasági szereplők jövedelme hatással van a fogyasztásra és a beruházásra, amelyek újból visszahatnak a GDP-re. Egy egységnyi beruházás tehát összességében a jövedelemnek nem csupán egy egységnyi növekedését eredményezi. Az egységnyi beruházás hatására történő összes jövedelemnövekedést John Maynard Keynes óta beruházási multiplikátornak nevezzük.

## A beruházás nagyságrendje
Különbséget tehetünk a beruházási összeg szerint. Különleges figyelmet érdemelnek a megaprojektek. Megaprojekt alatt extra nagy méretű beruházást értünk. A megaprojekt nagy közfigyelmet kelt, mert lényegesen befolyásolja a közösségeket, a környezetet, és a költségvetést, összegük meghaladja az 1 milliárd US$ dollárt. Bent Flyvbjerg, az Oxfordi Egyetem Saïd Business School professzora szerint a megaprojektek globálisan a teljes GDP 8%-át teszik ki.
Megaprojekteknél nagy figyelmet kell szentelni a tervezéskori irreális optimizmus, és a tervezési tévedések/hibák elkerülésére.
Például közlekedési létesítmények (hidak, utak, vasút), erőművek, gátak, közösségi létesítmények, információs technológia terén fordulnak elő megaprojektek. Az infrastruktúra alapú gazdasági fejlődést serkentő megaprojektek készültek az 1930-as és 2008-as gazdasági válságok kapcsán. (Például a határkeresztező energetikai beruházások kivitelezésének 15 év az átlagos időtartama Európában. 2016-ig a 200 kiemelt európai energetikai infrastrukturális projektből 13 készült el. Korábban 2020-ig ezermilliárd euróra becsülték értéküket, amiből csak a villamosenergia átvitelre és gázvezetékekbe 200 milliárd eurót kellene befektetni.)
A tervezési hibák nem csak az idő túllépést eredményezik, hanem költség túllépést, és hasznon csökkenést is (Lovallo és Kahneman 2003). Bent Flyvbjerg a tapasztalatokból levont következtetése szerint létezik egy paradoxon: a megaprojekteknél 9/10-részben drágul a végösszeg a tervezetthez képest, ezt 70 év statisztikájával igazolta. Flyvbjerg javaslata szerint referenciaosztályokat és biztonsági szorzótényezőt alkalmazva kellene kiszámítani a beruházás végösszegét, számítva arra, hogy a projekt ára az előző 10-15 hasonló projekthez hasonlóan drágulni fog. Továbbá a nagy állami beruházásokra vonatkozó törvényeket szigorítani kellene.

## A beruházás hatékonysága
A beruházás hatékonyságát a beruházással nyert jövedelem és a befektetett összeg viszonyából állapítják meg. Többféle jellemzővel érzékeltethetjük. A befektetésarányos megtérülés (ROI: return on investment) kifejezhető a következőképpen: bevétel – az eladott termékekkel kapcsolatos költségek) / az eladott termékekkel kapcsolatos költségek.
A megtérülési idő (PR payback period) egy időtartam, ami szükséges ahhoz, hogy a beruházás kumulált nettó pénzáramainak összege éppen megegyezzen a kezdő befektetés összegével.
A beruházás hatékonyságának lehetnek ezeken kívül más előírt/mért adatai is, kihat például a gazdasági növekedésre, a foglalkoztatásra és az innovációra is.

## A beruházás a számvitelben
A Számviteli törvény 3. szakasz 4. bekezdése a következőképpen határozza meg a beruházás fogalmát:
„Tárgyi eszköz beszerzése, létesítése, saját vállalkozásban történő előállítása, a beszerzett tárgyi eszköz üzembe helyezése, rendeltetésszerű használatba vétele érdekében az üzembehelyezésig, a rendeltetésszerű használatbavételig végzett tevékenység (szállítás, vámkezelés, közvetítés, alapozás, üzembe helyezés, továbbá mindaz a tevékenység, amely a tárgyi eszköz beszerzéséhez hozzákapcsolható, ideértve a tervezést, az előkészítést, a lebonyolítást, a hiteligénybevételt, a biztosítást is); beruházás a meglévő tárgyi eszköz bővítését, rendeltetésének megváltoztatását, átalakítását, élettartamának, teljesítőképességének közvetlen növelését eredményező tevékenység is, az előbbiekben felsorolt, e tevékenységhez hozzákapcsolható egyéb tevékenységekkel együtt.”
A törvény előírja, hogy a vállalkozásoknak a beruházásokat a befektetett eszközök között kell nyilvántartaniuk. A beruházás a tárgyi eszköz aktiválásával (üzembe helyezésével) ér véget.

## Külső hivatkozások
- Miért nőnek nagyprojekteknél a költségek? (német)
- Miért nagyobbak a megaprojekt költségei a vártnál? (angol)